# 7290 Johnrather
7290 Johnrather eller 1991 JY1 är en asteroid i huvudbältet som upptäcktes 11 maj 1991 av den amerikanske astronomen Eleanor F. Helin vid Palomar-observatoriet. Den är uppkallad efter John D. Rather.
Asteroiden har en diameter på ungefär 7 kilometer.